# Processo di Krasnodar
Il processo di Krasnodar è stato un processo per crimini di guerra tenuto davanti a un tribunale militare sovietico nel luglio 1943 a Krasnodar, in Unione Sovietica, il primo processo pubblico per crimini di guerra della seconda guerra mondiale. Tra gli imputati figuravano anche i collaboratori sovietici dell'esercito tedesco, la polizia e le forze delle SS responsabili dell'attuazione delle politiche di occupazione nei territori occupati durante le battaglie tedesco-sovietiche del 1941-1945.

## Procedimenti
Alcune unità della Wehrmacht tedesca occuparono Krasnodar tra il 12 agosto 1942 e il 12 febbraio 1943. Le forze tedesche, incluse le Einsatzgruppen, uccisero migliaia di persone tra ebrei, comunisti e altri. Furono usati una varietà di metodi: fucilazioni, incendi e gaswagen.
Il tribunale ha esaminato il caso contro 11 imputati, tutti collaboratori sovietici dell'esercito, della polizia e delle SS tedesche, accusati di aver partecipato all'omicidio di 7 000 persone: Richard Ruoff, comandante della 17ª armata tedesca; Kurt Christmann, capo della Gestapo locale; e altri 13 funzionari delle SS sono stati accusati in contumacia. I pubblici ministeri hanno sottolineato la responsabilità collettiva del regime nazista per i crimini, non solo dei comandanti locali. La stampa sovietica diede ampia pubblicità ai processi. Gli osservatori stranieri consideravano il processo "organizzato", ma non mettevano in dubbio la gravità e l'entità dei crimini stessi. Otto imputati sono stati condannati a morte e impiccati pubblicamente (il 17 luglio); tre sono stati condannati a pene detentive.
| Nome                               | Sentenza                                     |
| ---------------------------------- | -------------------------------------------- |
| Vassily Tishchenko (nato nel 1914) | Condanna a morte, eseguita il 17 luglio 1943 |
| Ivan Rechkalov (nato nel1911)      | Condanna a morte, eseguita il 17 luglio 1943 |
| Mikhail Lastovina (nato nel 1883)  | Condanna a morte, eseguita il 17 luglio 1943 |
| Grigory Tuchkov (nato nel 1909)    | 20 anni di prigione con lavori forzati       |
| Nikolai Pushkarev (nato nel 1915)  | Condanna a morte, eseguita il 17 luglio 1943 |
| Grigory Misan (nato nel 1916)      | Condanna a morte, eseguita il 17 luglio 1943 |
| Yunus Naptsok (nato nel 1914)      | Condanna a morte, eseguita il 17 luglio 1943 |
| Ivan Kotomtsev (nato nel 1918)     | Condanna a morte, eseguita il 17 luglio 1943 |
| Vassily Pavlov (nato nel 1914)     | 20 anni di prigione con lavori forzati       |
| Ivan Paramonov (nato nel 1923)     | 20 anni di prigione con lavori forzati       |
| Ignaty Kladov (nato nel 1911)      | Condanna a morte, eseguita il 17 luglio 1943 |